# Saint-Cybranet
Saint-Cybranet – miejscowość i gmina we Francji, w regionie Nowa Akwitania, w departamencie Dordogne. Nazwa miejscowości pochodzi od imienia św. Cypriana i należy ją rozumieć jako Saint-cyprien-le-Petit (św. Cyprian Mały).
Według danych na rok 1990 gminę zamieszkiwało 310 osób, a gęstość zaludnienia wynosiła 30 osób/km² (wśród 2290 gmin Akwitanii Saint-Cybranet plasuje się na 870. miejscu pod względem liczby ludności, natomiast pod względem powierzchni na miejscu 1041.).